# シャント
シャント (英語: shunt) とは、血液が本来通るべき血管と別のルートを流れる状態のことである。ふつう、動脈と静脈が肺循環系や内臓を含む毛細血管を介さず直接吻合している箇所を指す。
病的シャントは先天性心奇形において見られ、ファロー四徴症、心室中隔欠損症、心房中隔欠損症、単心室症（無脾症）、動脈管開存症等がこれをきたす代表的疾患として挙げられる。特に、静脈系から動脈系への流出を右→左シャント、動脈系から静脈系への流出を左→右シャントと言い、どちらのシャントになるかは吻合部位の圧較差によって規定される。血流は、圧力の高い側から低い側へと流れて行く。
いっぽう、シャントは健常人にも存在する。シャントとは狭義には上述の定義であるが、広義には肺におけるガス交換に与れない肺血流、すなわち換気血流比（1分間あたりの肺換気量を肺血流量で除したもの）が正常値に満たない部分のことも含む（この場合静脈血がそのまま動脈系に流入していると考えることができるので、右→左シャントである）。この肺胞におけるシャントと、健常人にも存在する解剖学的シャント（心テベシウス血管、気管支静脈など）をあわせて、生理学的シャントという。
- 生理学的シャント
  - 解剖学的シャント
  - 肺換気血流不均等
- 病的シャント
  - 先天性心奇形

## シャント術
場合によっては、意図的にシャントを起こして循環機能の改善を図る場合もある。

### BTシャント術
（便宜上同目的のこれに準じた手術法についても解説する）
先天性心奇形などで肺動脈（あるいはその前の右心室などにも）に全身から戻った血液が流れ込みにくい場合、肺血流の不足により酸素交換が十分行われず、動脈血中の酸素濃度の低下による低酸素血症（低酸素症）および、流れ込みにくい肺動脈に行けない静脈血が右→左シャントで直接動脈側に流れてチアノーゼをきたすことになる。
これを軽減するため左心室から出た動脈のいずれかを肺動脈に接続して肺への血流を増やすシャント術（体動脈-肺動脈短絡術）があり、最初に行われたものが肺動脈と鎖骨下動脈を吻合するBTシャント（Blalock-Taussig短絡）と呼ばれるシャント術（1944年）で、これ以外に下行大動脈と肺動脈を人工血管で結ぶ「ポッツ-スミス（Potts-Smith）変法」、上行大動脈と右肺動脈の吻合をする「ウォーターストーン（Waterstone）手術」（1962年）、上行大動脈と種肺動脈を人工血管で結ぶ「セントラルシャント（central shunt）」などもある。
手術方法の違いによって下記のように一長一短があり、70年代にいろいろ検討されたが、現在ではBTシャントを改良して鎖骨下動脈を切り離さずに人工血管で接続するmodified BTシャント術が一般的に用いられている。
|                              | Blalock手術                                                 | Potts手術                             | Waterstone手術                        |
| ---------------------------- | ----------------------------------------------------------- | ------------------------------------- | ------------------------------------- |
| 乳幼児に対する適応           | 鎖骨下動脈が細く吻合困難                                    | 吻合可能                              | 吻合可能                              |
| 気管支動脈系、副血行路の発達 | 支障あり                                                    | 支障なし                              | 支障なし                              |
| 吻合口の大きさ               | 鎖骨下動脈の大きさに左右される （吻合口過大になることは稀） | 適宜調節可能 （吻合口過大となりえる） | 適宜調節可能 （吻合口過大となりえる） |
| 吻合口の自然閉鎖             | 稀でない （特に乳幼児の場合）                               | 稀                                    | 稀                                    |
| 短絡血流の分布               | 片肺に偏りやすい                                            | 片肺に偏りやすい                      | 両肺に均等化し得る                    |
| 上肢の血行障害               | 有                                                          | 無                                    | 無                                    |
| 鎖骨下動脈起始異常           | 適応困難                                                    | 適応あり                              | 適応あり                              |
| 根治術時の短絡閉鎖           | やや困難                                                    | 困難                                  | 容易                                  |

（Waterstone手術の「吻合口過大となりえる」は初期設定を誤った場合だけではなく、術後一ヶ月から一年半ぐらいのうちに吻合口の大きさが変わって不適当になるということもある。）
ただしこれらは心臓内部を手術できるようになった現在ではあくまで姑息手術であり、後の機能的根治術（フォンタン型吻合術）を目標とした一時的なものに過ぎない。

### バスキュラーアクセス

A radiocephalic fistula.

血液の人工透析を行う際に、短時間で大量の血液を浄化するための血流量の豊富な血管を確保し、16G程度の留置針を毎回穿刺しなくてはならない。そのために主に腕（利き腕ではない方）の血管に短絡路を増設することがある。人工透析患者については単にこれを「シャント（英語: shunt）」という場合が多い。
前腕の動脈と静脈をバイパス（側副路）するように吻合する。これにより動脈血が静脈血管へ直接流入する（左→右シャント）ため静脈血管は次第に怒張し、穿刺しやすい静脈へのアクセスが容易になり、200 mL/min程度の体外循環血流量を十分確保する事ができる。もともと存在する血管を作為的に吻合するため、血管の炎症や閉塞など副作用を併発することもある。また心疾患を合併する患者には心臓への負担がかかることもあり、そのような場合はシャント（短絡）しない非シャントタイプのものも使われる。そのためシャントという言葉は適切ではないので、血液の取り出し口という意味で「ブラッドアクセス」という言葉が用いられていたが、バスキュラーアクセス（英語: Vascular access; VA）と言うほうが正式である。